# Franz Tamayo (província)
Franz Tamayo é uma província da Bolívia localizada no departamento de La Paz, sua capital é a cidade de Apolo.